# Saint-Barthélemy-Grozon
Saint-Barthélemy-Grozon település Franciaországban, Ardèche megyében. Lakosainak száma 500 fő (2022. január 1.). Saint-Barthélemy-Grozon Alboussière, Boffres, Châteauneuf-de-Vernoux, Gilhoc-sur-Ormèze, Lamastre és Vernoux-en-Vivarais községekkel határos.

## Népesség
A település népessége az elmúlt években az alábbi módon változott:
| Lakosok száma | 552  | 460  | 428  | 521  | 504  | 510  | 506  | 497  | 497  | 500  |
|               | 1968 | 1982 | 1990 | 2006 | 2013 | 2015 | 2017 | 2019 | 2020 | 2022 |